# Zatrephes fasciola
Zatrephes fasciola is een beervlinder uit de familie van de spinneruilen (Erebidae). De wetenschappelijke naam van de soort werd voor het eerst geldig gepubliceerd in 1922 door Adalbert Seitz.